# Аугустувка (остановочный пункт)
Аугустувка (пол. Augustówka) — остановочный пункт железной дороги (платформа пассажирская) в селе Аугустувка в гмине Осецк, в Мазовецком воеводстве Польши. Имеет 1 платформу и 1 путь. 
Остановочный пункт на железнодорожной линии Варшава-Восточная — Дорогуск, построен в 1941 году. 